# Mera olšová

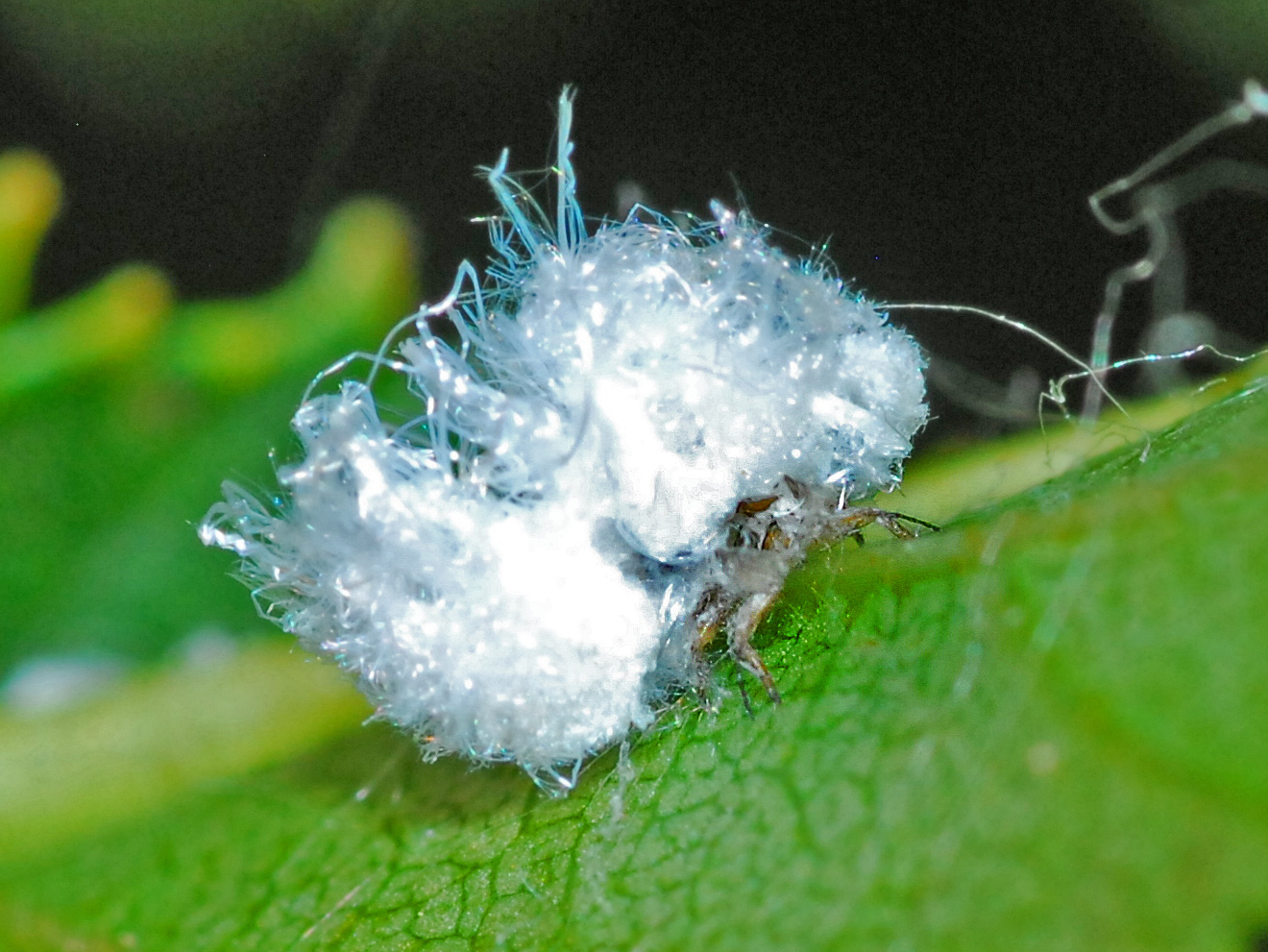
Nymfa mery olšové s voskovými sekrecemi

Mera olšová (Psylla alni) je druh mery z čeledi merovcovitých, specializovaný na olše. Tento drobný hmyz patří mezi polokřídlé a je charakteristický svým sezónním výskytem na stromech z čeledi břízovitých, kde se živí mízou mladých výhonků. Mera olšová je rozšířena v mírném pásmu Evropy, Asie a Severní Ameriky. I když je považována za příležitostného škůdce, její přítomnost může být problematická v případech masového výskytu, kdy larvy a dospělci poškozují mladé výhonky olší. Druh byl poprvé popsán v roce 1758 švédským přírodovědcem Carlem Linném.

## Rozšíření
Mera olšová se vyskytuje v palearktické oblasti (od Evropy po Sibiř, včetně Sachalinu, Kazachstánu a Kavkazu) a v nearktické oblasti (Kanada a Spojené státy americké).

## Popis
Mera olšová dosahuje délky těla přibližně 6 mm. Dospělci mají zelenou hlavu, tělo a nohy a poměrně dlouhá tykadla. Křídla mají zelené okrajové žilky, ostatní žilky jsou hnědé. Dospělci jsou zpočátku zelení, později oranžoví, hnědí nebo červení. Nymfy jsou pokryty bílými voskovými sekrecemi. Nymfy v 5. stadiu dorůstají délky asi 2–3 mm.

## Biologie
Dospělci se objevují od června do října. Tento druh má jednu generaci ročně (univoltinní) – tedy produkuje pouze jednu generaci během roku – a přezimuje ve stádiu vajíček.
Je monofágní (specializovaný na jediný typ potravy) na většině druhů z čeledi břízovitých (Alnus glutinosa – olše lepkavá, Alnus hirsuta, Alnus incana – olše šedá, Alnus japonica, Alnus viridis – olše zelená). Larvy se živí na mladých výhonech v paždí listů.

## Hospodářský význam
Mera olšová je považována za příležitostného škůdce olší, zejména v obdobích jejího masového výskytu. Larvy mohou poškodit mladé výhonky olší.